# Hesseng
Hesseng és una vila pertanyent administrativament al municipi de Sør-Varanger, al comtat noruec de Finnmark. Té 1,761 habitants i té una superfície de 1.18 km². A la vila hi acaben les rutes europees E105 i E06.